# Martin Walsh
Martin Joseph Walsh (1967. április 10. –) bostoni politikus, az NHL játékos-szakszervezetének elnöke. A Demokrata Párt tagja, 2014 és 2021 között Boston polgármestere, 2021 és 2023 között pedig az ország munkaügyi minisztere. Korábban tagja volt Massachusetts Képviselőházának, 1997 ás 2014 között a 13. Suffolk választókerületből. 2021. január 7-én Joe Biden bejelentette, hogy jelölni fogja Walsht az Egyesült Államok munkaügyi miniszteri pozíciójára. 2023-ban lemondott, hogy az NHL játékos-szakszervezetének elnöke legyen.

## Választási eredmények
| Párt             | Jelölt             | Szavazatok | %      |
| ---------------- | ------------------ | ---------- | ------ |
|                  | James T. Brett     | 4,145      | 48.04% |
| FÜG              | Martin Walsh       | 1,953      | 22.63% |
| FÜG              | Charles R. Tevnan  | 847        | 9.82%  |
| FÜG              | James W. Hunt, III | 778        | 9.02%  |
| FÜG              | Rose Mary Powers   | 506        | 5.86%  |
| FÜG              | Charles P. Burke   | 390        | 4.52%  |
| További jelöltek | További jelöltek   | 10         | 0.12%  |
| Összesen         | Összesen           | 8,629      | 100.0  |

| Párt             | Jelölt           | Szavazatok | %      |
| ---------------- | ---------------- | ---------- | ------ |
|                  | Martin Walsh     | 842        | 98.83% |
| További jelöltek | További jelöltek | 10         | 1.17%  |
| Összesen         | Összesen         | 852        | 100.0  |

| Párt     | Jelölt                    | Szavazatok | %     |
| -------- | ------------------------- | ---------- | ----- |
|          | Martin Walsh (hivatalban) | 6,282      | 100.0 |
| Összesen | Összesen                  | 6,282      | 100.0 |

| Párt     | Jelölt                    | Szavazatok | %     |
| -------- | ------------------------- | ---------- | ----- |
|          | Martin Walsh (hivatalban) | 8,113      | 100.0 |
| Összesen | Összesen                  | 8,113      | 100.0 |

| Párt     | Jelölt                    | Szavazatok | %     |
| -------- | ------------------------- | ---------- | ----- |
|          | Martin Walsh (hivatalban) | 6,756      | 100.0 |
| Összesen | Összesen                  | 6,756      | 100.0 |

| Párt             | Jelölt                    | Szavazatok | %      |
| ---------------- | ------------------------- | ---------- | ------ |
|                  | Martin Walsh (hivatalban) | 9,532      | 88.51% |
| FÜG              | John P. O'Gorman          | 1,196      | 11.11% |
| További jelöltek | További jelöltek          | 42         | 0.39%  |
| Összesen         | Összesen                  | 10,770     | 100.0  |

| Párt             | Jelölt                    | Szavazatok | %      |
| ---------------- | ------------------------- | ---------- | ------ |
|                  | Martin Walsh (hivatalban) | 7,624      | 98.57% |
| További jelöltek | További jelöltek          | 111        | 1.44%  |
| Összesen         | Összesen                  | 7,735      | 100.0  |

| Párt             | Jelölt                    | Szavazatok | %      |
| ---------------- | ------------------------- | ---------- | ------ |
|                  | Martin Walsh (hivatalban) | 10,678     | 98.64% |
| További jelöltek | További jelöltek          | 147        | 1.36%  |
| Összesen         | Összesen                  | 10,825     | 100.0  |

| Párt             | Jelölt                    | Szavazatok | %      |
| ---------------- | ------------------------- | ---------- | ------ |
|                  | Martin Walsh (hivatalban) | 7,903      | 98.21% |
| További jelöltek | További jelöltek          | 144        | 1.79%  |
| Összesen         | Összesen                  | 8,047      | 100.0  |

| Párt             | Jelölt                    | Szavazatok | %      |
| ---------------- | ------------------------- | ---------- | ------ |
|                  | Martin Walsh (hivatalban) | 13,744     | 98.19% |
| További jelöltek | További jelöltek          | 253        | 1.81%  |
| Összesen         | Összesen                  | 13,997     | 100.0  |

| Párt             | Jelölt            | Szavazatok | %      |
| ---------------- | ----------------- | ---------- | ------ |
|                  | Martin Walsh      | 72,583     | 51.54% |
|                  | John R. Connolly  | 67,694     | 48.07% |
|                  | David James Wyatt | 4          | 0.00%  |
| FÜG              | Lee Buckley       | 1          | 0.00%  |
| További jelöltek | További jelöltek  | 555        | 0.39%  |
| Összesen         | Összesen          | 140,837    | 100.0  |

| Párt             | Jelölt             | Szavazatok | %      |
| ---------------- | ------------------ | ---------- | ------ |
|                  | Martin Walsh       | 70,197     | 65.37% |
|                  | Tito Jackson       | 36,472     | 33.97% |
| FÜG              | Donald Osgood, Sr. | 38         | 0.04%  |
| További jelöltek | További jelöltek   | 670        | 0.62%  |
| Összesen         | Összesen           | 107,377    | 100.0  |

## Magánélete
Walsh Dorchesterben lakik élettársávál, Lorrie Higginsszel. A New England Patriots rajongója, 1994 óta bérlete van a csapat mérkőzéseire. Római katolikus, angol mellett írül is beszél.